# Jan Rebec
Jan Rebec (Postumia, 28 settembre 1993) è un cestista sloveno.

## Palmarès
- Coppa di Slovenia: 1

Krka Novo mesto: 2021